# ナウルの経済
本稿では、ナウルの経済（ナウルのけいざい）について述べる。

## 概要
伝統的にナウルの人々はココヤシ、タコノキの栽培と漁労による生計経済を営んでいたが、リン鉱石が発見されて以降は経済が激変する。ナウルの経済は長い間リン鉱石の採掘に支えられてきたが、その枯渇と海外資産の喪失により1990年代後半から破綻状態となった。しかし2004年からの改革によって状況は多少改善されており、21世紀に入って100万オーストラリア・ドル以下に落ち込んでいたリン鉱石の輸出は、2次採掘が開始されたことで2007年には2000万オーストラリア・ドルに回復した。

## 産業

### 第一次産業

#### 農業
耕地は200-240haしかなく、商業的農業はほとんど見られない。主な農作物はココヤシの実で、1995年の生産量は2000tである。その他、中国系の住民が小規模に野菜を栽培している。

#### 畜産業
ブタとニワトリが島を自由に闊歩しているが、組織的な畜産業は見られない。

#### 漁業
1995年の漁獲量は500tだが、組織的な漁業はまだない。政府は漁業施設の建設を計画しており、1979年にはナウル漁業公社が設立された。

#### 林業
森林はなく、建築用材は全て輸入に頼っている。

### 第二次産業

#### 鉱業
リン鉱石の採掘は1907年に開始され、ナウルの経済は長い間リン鉱石の採掘に支えられてきた。1974年には、リン鉱石事業はナウルにおよそ4億5000万オーストラリア・ドルの収益をもたらした。
リン鉱石は一度は枯渇したものの、2次採掘（リン鉱石の二次層の採掘）が開始されたことで収入は増加基調にある。二次採掘は30年から40年行えると推測されている。
2011年時点の採掘量は1.7万トン。

#### 工業
リン鉱石に関連するもの以外では工業などの産業はない。缶詰工場の誘致が行われている。

#### エネルギー
ディーゼル発電による電力が供給されている。
『ユートピアの崩壊 ナウル共和国』では筆者がナウルを訪れた当時に島からガソリンが無くなっていた状況が記されている。

### 第三次産業

#### 銀行業
1976年に設立された国立のナウル銀行があり、オーストラリアのコモンウェルス貯蓄銀行とニューサウスウェールズ銀行の支店がある。1990年代末にナウル銀行は現金不足により店舗を閉め、『ユートピアの崩壊 ナウル共和国』の筆者がナウルを訪れた当時も支払日にしか現金がなく、ナウル人の大半を占める公務員への給料の不払いが数ヶ月続くという状況であった。

#### 保険業
1974年設立のナウル保険公社が航空や海運を含むあらゆる保険事業を扱っている。

#### 観光業
経済破綻によりナウル航空の航空機が差し押さえられるなど国外からのアクセスに難があったが、現在では正常化している。
ITインフラが脆弱なためビザ申請を政府職員が用意したGmailアドレスに送るなど、手続きが煩雑であることを公式に認めている。
宿泊施設の数が限られるため受け入れ数に制限があり、民泊も検討されている。太平洋諸島センター所長であった小川和美により2017年に行われた当時のナウル大統領バロン・ディバベシ・ワンガへのインタビューによると、訪問客を収容する宿泊施設が慢性的に不足していることをワンガ自身が認めており、実際に1980年代から宿泊施設がメネンホテルとオドナイウォホテルの2つしかない状況が続いている。また小川が観光局長とやりとりした際にも、そのような状況のために観光プロモーションは現実的ではないとの見解があったという。
2019年、観光公社が設立され前官房長官のバーナード・グランドラーが理事長に就任した。現状では静かな自然環境のみがアピールポイントとなっている。島内に残った旧日本軍の史跡を観光資源として活用する案もある。
2020年10月、期限付きで政府観光局日本事務所が開設された。同時に開設された公式Twitterアカウントのフォロワーが、総人口を超えたことが話題となった。

## 貿易
2015年時点の輸出品目は鉱物が98.7%、機械類が0.6%などとなっている。輸出相手国はナイジェリアが46.2%、オーストラリアが13.6%、日本が13.0%などとなっている。
2015年時点の輸入品目は機械類が23.9%、輸送機械が15.6%などとなっている。輸入相手国はオーストラリアが56.4%、フィジーが28.2%などとなっている。
2016年時点の輸出額は3.7億ドル、輸入額は6.0億ドル。